# Manoir du Jarossay
Le manoir du Jarossay est un édifice situé à Courgeoût, en France.

## Localisation
Le monument est situé dans le département français de l'Orne dans la commune de Courgeoût lieudit Le Jarossay.

## Architecture
L'édifice fait l'objet d'une inscription partielle au titre des Monuments historiques depuis le 23 septembre 1998 : les façades et les toitures du logis et de la grange, les escaliers, la  peinture murale de la chambre du rez-de-chaussée, le mur de clôture délimitant le jardin d'agrément et joignant le corps de logis à la grange font l'objet de l'arrêté.